# 高富町立大桜中学校
高富町立大桜中学校（たかとみちょうりつ　おおざくらちゅうがっこう）は、かつて岐阜県山県郡高富町（現・山県市）に存在した公立中学校。

## 概要
- 元は旧・大桑村と桜尾村の組合立中学校であり、校名は大桑村の「大」と桜尾村の「桜」を合わせた名称である。校区は大桑、伊佐美、椎倉、赤尾であった。
- 1971年、高富中学校〈旧〉と統合し、高富中学校の新設により廃校。
- 校舎は1972年10月迄、高富中学校大桜教室として使用された。その後取り壊され、校地は2018年現在、大桜グラウンドとなっている。
- 校地は鳥羽川支流沿いにあったこともあり、幾度も床上床下浸水の被害を受けている（沿革を参照）。

## 沿革
- 1947年（昭和22年）4月1日 - 大桑村、桜尾村で組合をつくり、大桑村桜尾村組合立大桜中学校として開校。大桑小学校及び桜尾小学校を仮校舎とする。
- 1948年（昭和23年）6月 - 統合校舎が現在地に完成。
- 1955年（昭和30年）4月1日 - 高富町、富岡村、梅原村、大桑村、桜尾村が合併し、高富町が発足。同時に高富町立大桜中学校に改称する。
- 1960年（昭和35年）8月13日 - 台風12号による大雨で浸水被害を受ける。
- 1961年（昭和36年） - 校舎を増築。
- 1962年（昭和37年）6月27日 - 大雨により床上浸水。
- 1964年（昭和39年） - 体育館が完成。
- 1967年（昭和42年） - プールが完成。
- 1969年（昭和44年）6月29日 - 大雨により床下浸水。
- 1970年（昭和45年）6月16日 - 大雨により床下浸水。
- 1971年（昭和46年）3月31日 - 高富中学校〈旧〉と統合。高富中学校の新設により廃校。